# 比克斯勒 (加利福尼亞州)
比克斯勒（英語：Bixler）是位於美國加利福尼亞州康特拉科斯塔縣的一個非建制地區。該地的面積和人口皆未知。

## 地理
比克斯勒的座標為37°56′25″N 121°37′20″W / 37.94028°N 121.62222°W，而該地的平均海拔高度為5米（即16英尺）。